# Atarba (Ischnothrix) integriloba
Atarba (Ischnothrix) integriloba is een tweevleugelige uit de familie steltmuggen (Limoniidae). De soort komt voor in het Neotropisch gebied.